# Cota (botanica)
 Cota  J.Gay, 1845 è un genere di piante angiosperme dicotiledoni della famiglia delle Asteraceae, sottofamiglia Asteroideae, tribù Anthemideae (Eurasian grade) e sottotribù Anthemidinae.

## Etimologia
Il nome del genere deriva probabilmente da un nome generico pre-linneiano usato come epiteto per la specie Anthemis cota ("cota" = tazza).
Il nome scientifico del genere è stato definito dal botanico Jacques Étienne Gay (1786-1864) nella pubblicazione " Florae Siculae Synopsis, [exhibens plantas vasculares in Sicilia insulisque adjacentibus huc usque detectas secundum systema Linneanum dipositas]. Neapoli" (  Fl. Sicul. Syn. 2: 866 ) del 1845.

## Descrizione

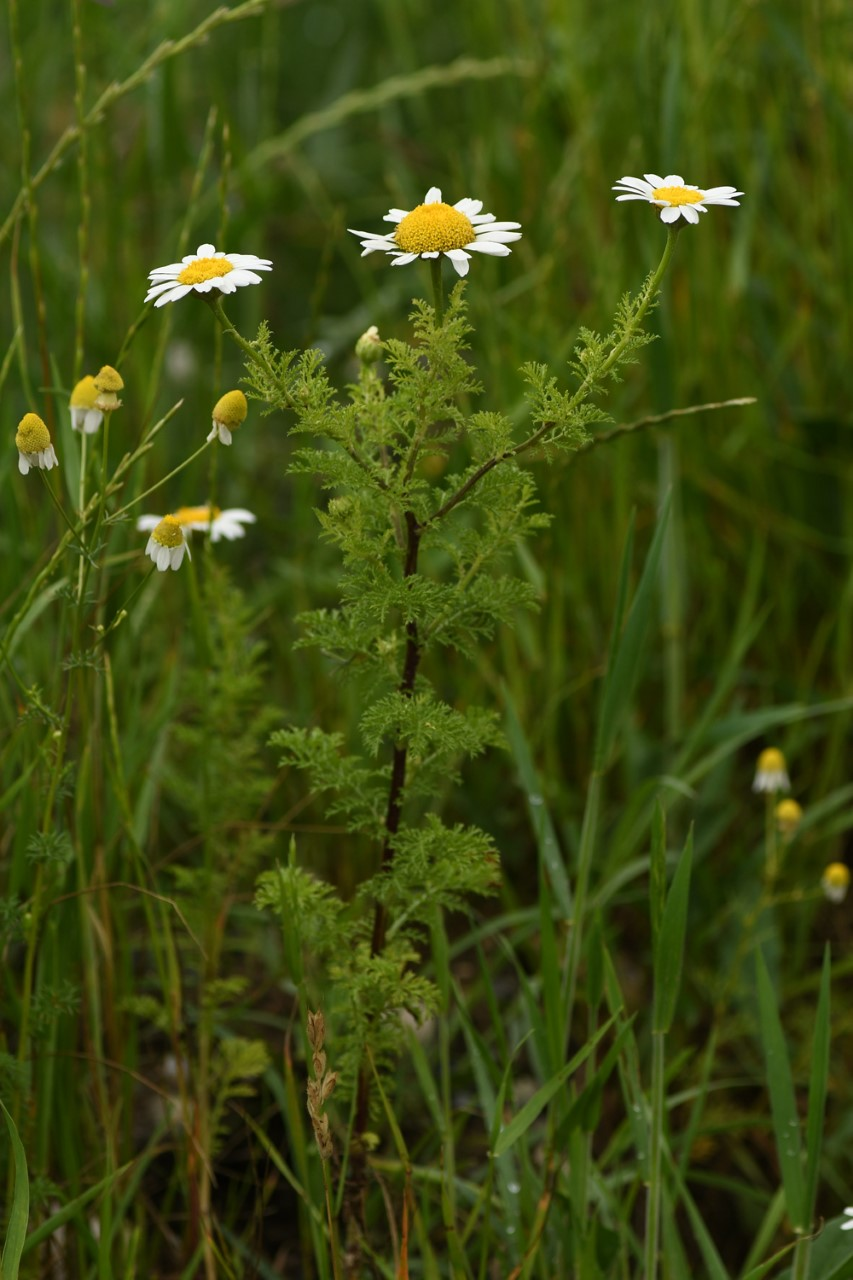
Il portamento
Cota altissima

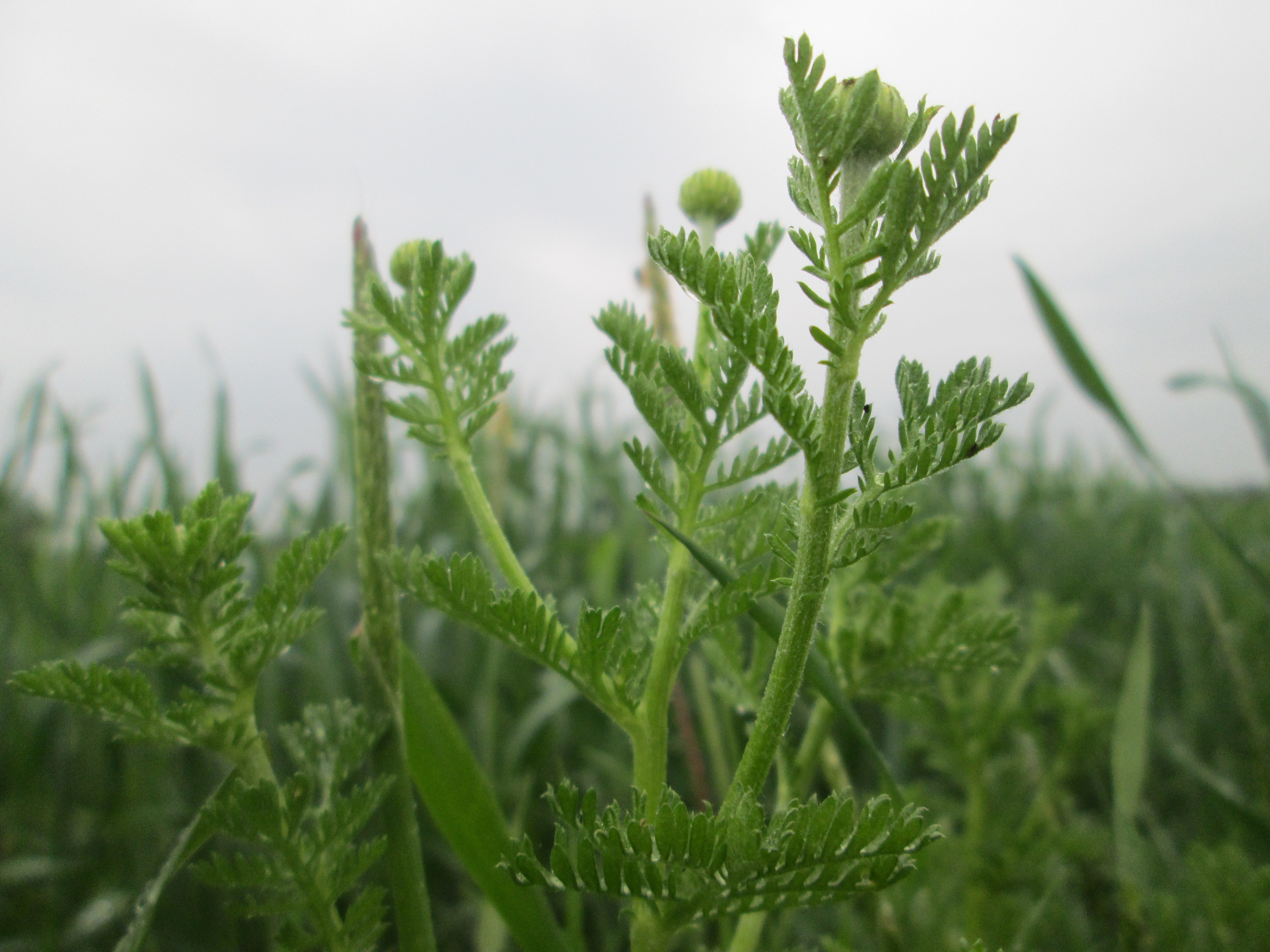
Le foglie
Cota austriaca

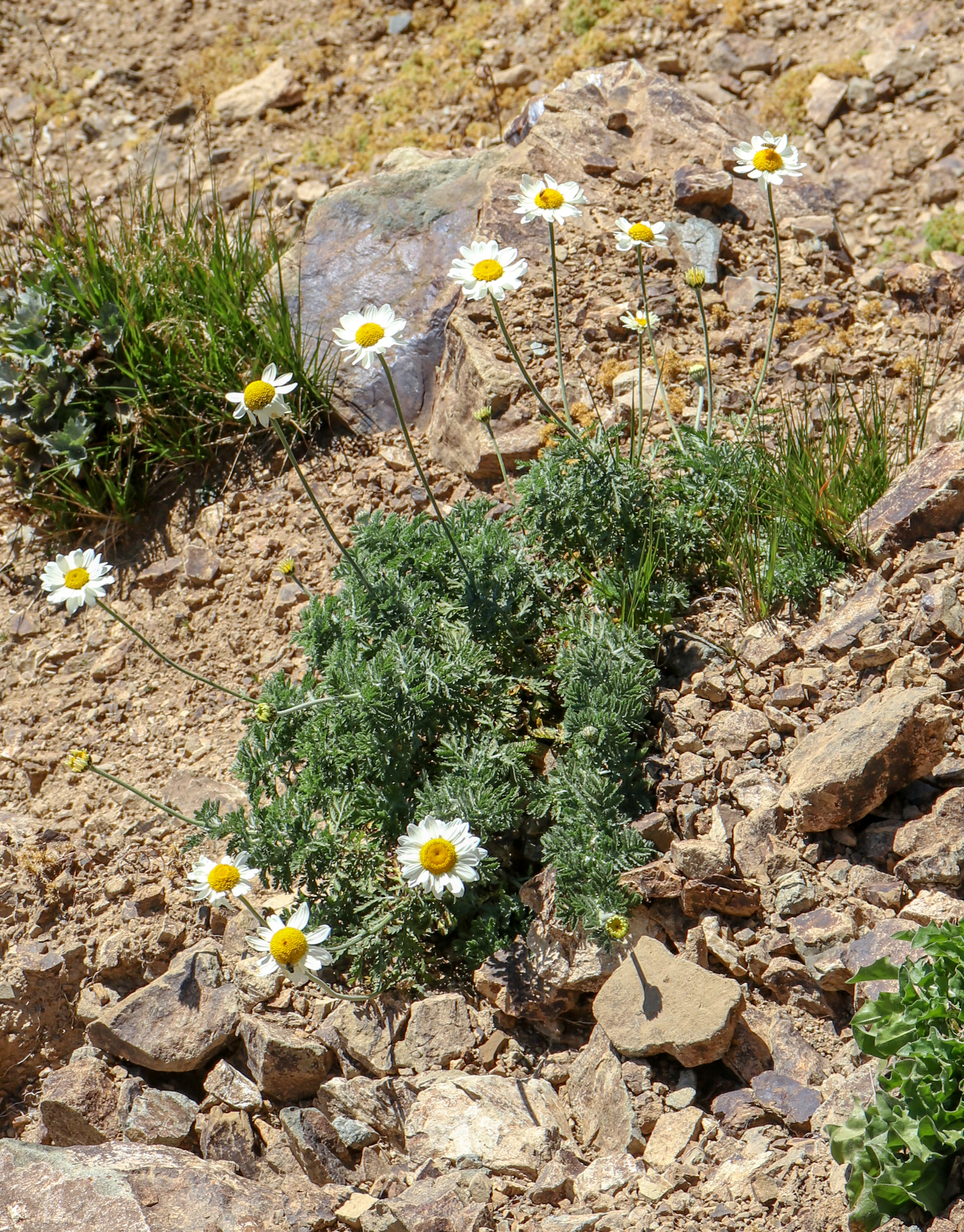
Infiorescenza
Cota melanoloma

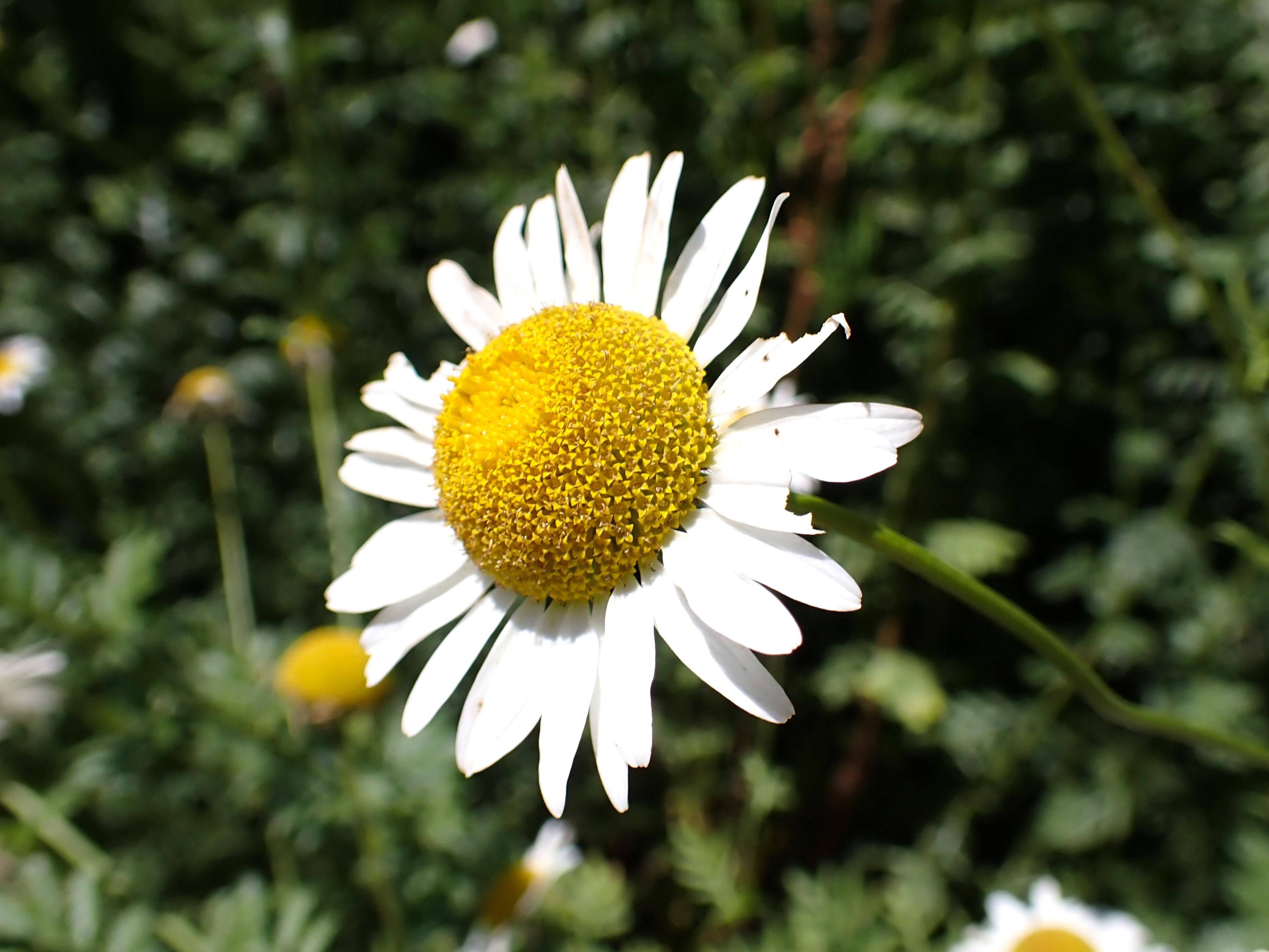
I fiori
Cota triumfettii

Portamento. Le specie di questo genere sono annuali, bienni oppure, brevemente o lungamente, perenni, con habitus erbaceo. L'indumento è formato da peli basifissi (raramente basifissi). Sono specie rizomatose e/o stolonifere; non particolarmente aromatiche.
Fusto. La parte aerea in genere è eretta, semplice o ramosa. Altezza massima: 30 - 90 cm.
Foglie. Le foglie lungo il fusto sono disposte in modo alterno, picciolate o sessili. La lamina con forme obovate, oblanceolate o spatolate è di tipo1-3-pennatosetta. I segmenti, lobati più o meno strettamente, spesso si presentano pettinati.
Infiorescenza. Le sinflorescenze comprendono sia capolini solitari che raggruppati in corimbi più o meno densi. Le infiorescenze vere e proprie sono composte da un capolino terminale di tipo sia radiato o discoide, normalmente con fiori eterogami (raramente omogami)). La struttura dei capolini è quella tipica delle Asteraceae: un peduncolo sorregge un involucro, con forme emisferiche, obconiche o ubonate, composto da 40 a 75 brattee, al cui interno un ricettacolo fa da base ai fiori di due tipi: fiori del raggio (possono mancare) e fiori del disco. I peduncoli sono snelli o gonfiati a maturità. Le brattee, piatte, ampie e a consistenza spesso cartilaginea (scariose scure o ialine sui margini), sono disposte in modo più o meno embricato su più serie (da 3 a 5). Il ricettacolo, emisferico, è provvisto di pagliette, con forme da ellittiche a obovate, piatte, spesso cartilaginee e persistenti a maturità, avvolgenti la base dei fiori. Diametro degli involucri: 10 – 12 mm.
Fiori.  I fiori sono tetra-ciclici (formati cioè da 4 verticilli: calice – corolla – androceo – gineceo) e pentameri (calice e corolla formati da 5 elementi). Si distinguono in:
- fiori del raggio (esterni): da 12 a 21 per capolino, sono femminili, fertili e disposti su una sola serie; la forma è ligulata (zigomorfa); a volte possono mancare o essere sterili o neutri;
- fiori del disco (centrali): sono più numerosi (da 80 a 200) con forme brevemente tubulose (attinomorfe); sono ermafroditi fertili.

- Formula fiorale:

*/x K {\displaystyle \infty }, [C (5), A (5)], G 2 (infero), achenio
- Calice: i sepali del calice sono ridotti ad una coroncina di squame.

- Corolla: 
  - fiori del raggio: la forma della corolla alla base è più o meno tubulosa-imbutiforme (a volte pelosa), mentre all'apice è ligulata; la ligula può terminare con alcuni denti; il colore è bianco, giallo o rosa;
  - fiori del disco: la forma è tubulare bruscamente divaricata in 5 lobi; i lobi, patenti o eretti, hanno una forma deltata o più o meno lanceolata; il colore può essere giallo o raramente biancastro o rossastro.

- Androceo: l'androceo è formato da 5 stami (alternati ai lobi della corolla) sorretti da filamenti generalmente liberi; gli stami sono connati e formano un manicotto circondante lo stilo. Le antere possono essere sia di tipo basifisso che mediofisso. Il tessuto dell'endotecio non è polarizzato. Il polline è sferico con un diametro medio di circa 25 micron;  è tricolporato (con tre aperture sia di tipo a fessura che tipo isodiametrica o poro) ed è echinato (con punte sporgenti).

- Gineceo: l'ovario è infero uniloculare formato da 2 carpelli. Lo stilo (il recettore del polline) è profondamente bifido (con due stigmi divergenti) e con le linee stigmatiche marginali separate o contigue. I due bracci dello stilo hanno una forma troncata e possono essere papillosi o ricoperti da ciuffi di peli.

Frutti.  I frutti sono degli acheni con pappo (a volte il pappo può mancare). La forma degli acheni è più o meno ob-conica, dorsoventralmente piatta, a sezione rombica con due coste laterali oppure (raramente) una stretta ala e 3 - 10 addizionali coste su ogni faccia. Il pappo di solito è formato da una piccola coppa di squame (auricolate) oppure è assente. Il pericarpo, piuttosto spesso, può contenere delle cellule mucillaginifere, mentre le sacche di resina sono generalmente assenti.

## Biologia
Impollinazione: l'impollinazione avviene tramite insetti (impollinazione entomogama tramite farfalle diurne e notturne).

Riproduzione: la fecondazione avviene fondamentalmente tramite l'impollinazione dei fiori (vedi sopra).

Dispersione: i semi (gli acheni) cadendo a terra sono successivamente dispersi soprattutto da insetti tipo formiche (disseminazione mirmecoria). In questo tipo di piante avviene anche un altro tipo di dispersione: zoocoria. Infatti gli uncini delle brattee dell'involucro (se presenti) si agganciano ai peli degli animali di passaggio disperdendo così anche su lunghe distanze i semi della pianta. Inoltre per merito del pappo (se presente) il vento può trasportare i semi anche a distanza di alcuni chilometri (disseminazione anemocora).

## Distribuzione e habitat
Le specie di questo genere sono distribuite in Europa, Asia e Nord America (introdotte naturalizzate).
Tutte le specie spontanee della flora italiana vivono sull'arco alpino. La tabella seguente mette in evidenza alcuni dati relativi all'habitat, al substrato e alla distribuzione delle specie alpine.
| Specie | Comunità vegetali | Piani vegetazionali | Substrato  | pH     | Livello trofico | H2O   | Ambiente | Zona alpina                            |
| --- | ----------------- | ------------------- | ---------- | ------ | --------------- | ----- | -------- | -------------------------------------- |
| Cota altissima | 2                 | montano collinare   | Ca         | basico | medio           | secco | B1 B2    | Alpi centrali                          |
| Cota austriaca | 2                 | collinare           | Ca/Si - Si | acido  | alto            | secco | B1 B2    | (da ricercare)                         |
| Cota segetalis | 2                 | collinare           | Ca/Si - Si | acido  | alto            | secco | B1 B2    | CN                                     |
| Cota tinctoria | 5                 | montano collinare   | Ca - Si    | neutro | basso           | arido | B1 B2    | tutto l'arco alpino cono discontinuità |
| Cota triumfetti | 11                | montano collinare   | Si         | neutro | medio           | arido | F7 G4 I3 | CN CO VI                               |
| Legenda e note alla tabella. Substrato: con “Ca/Si” si intendono rocce di carattere intermedio (calcari silicei e simili). Zona alpina: vengono prese in considerazione solo le zone alpine del territorio italiano (sono indicate le sigle delle province). Comunità vegetali: 2 = comunità terofitiche pioniere nitrofile; 5 = comunità perenni nitrofile; 11 = comunità delle macro- e megaforbie terrestri Ambienti: B1 = campi, colture e incolti; B2 = ambienti ruderali, scarpate; F7 = margini erbacei dei boschi; G4 = arbusteti e margini dei boschi; I3 = querceti submediterranei Tutte le specie di questo elenco, nella pubblicazione consultata, sono assegnate al genere Anthemis. |                   |                     |            |        |                 |       |          |                                        |

## Sistematica
La famiglia di appartenenza di questa voce (Asteraceae o Compositae, nomen conservandum) probabilmente originaria del Sud America, è la più numerosa del mondo vegetale, comprende oltre 23.000 specie distribuite su 1.535 generi, oppure 22.750 specie e 1.530 generi secondo altre fonti (una delle checklist più aggiornata elenca fino a 1.679 generi). La famiglia attualmente (2021) è divisa in 16 sottofamiglie; la sottofamiglia Asteroideae è una di queste e rappresenta l'evoluzione più recente di tutta la famiglia.

### Filogenesi
Il gruppo di questa voce è descritto nella tribù Anthemideae, una delle 21 tribù della sottofamiglia Asteroideae). In base alle ultime ricerche nella tribù sono stati individuati (provvisoriamente) 4 principali lignaggi (o cladi): "Southern hemisphere grade", "Asian-southern African grade", "Eurasian grade" e "Mediterranean clade". Il genere  Cota (insieme alla sottotribù Anthemidinae) è incluso nel clade Eurasian grade..
Nella struttura interna della sottotribù si individuano due cladi. Il genere di questa voce fa parte del clade comprendente i generi Anthemis, Nananthea e Tripleurospermum. La posizione tassonomica di questo genere è stata messa in discussione più volte (molto vicina al genere Anthemis); tuttavia diverse evidenze (fitochimiche, cariologiche, morfologiche, filogenetiche e altro) comprovano la sua indipendenza. Si differenzia dal genere Anthemis per gli acheni che sono obcompressi indistintamente costolati e per la loro peculiare struttura chimica.
I caratteri distintivi del genere sono:
- gli acheni hanno due coste laterali oppure (raramente) una stretta ala e 3 - 10 addizionali coste su ogni faccia;
- il pericarpo è piuttosto spesso.

Il numero cromosomico delle specie di questo genere è: 2n = 18 (specie poliploidi).
In base all'"orologio molecolare", questo genere ha iniziato a divergere circa 6 milioni di anni fa.

### Elenco delle specie
Questo genere ha 36 specie:
- Cota altissima (L.) J.Gay
- Cota amblyolepis (Eig) Holub
- Cota anatolica (Behçet & Almanar) Alv.Fern., Vitales & Fırat
- Cota antitaurica (Grierson) Holub
- Cota austriaca (Jacq.) Sch.Bip.
- Cota brachmannii (Boiss. & Heldr.) Boiss.
- Cota brevicuspis (Bornm.) Holub
- Cota coelopoda (Boiss.) Boiss.
- Cota dalmatica (Scheele) Oberpr. & Greuter
- Cota dipsacea (Bornm.) Oberpr. & Greuter
- Cota dubia (Steven) Holub
- Cota fulvida (Grierson) Holub
- Cota halophila (Boiss. & Balansa) Oberpr. & Greuter
- Cota hamzaoglui Özbek & Vural
- Cota jailensis (Zefir.) Holub
- Cota latealata (Hub.-Mor.) Alv.Fern. & Vitales
- Cota linczevskyi (Fed.) Lo Presti & Oberpr.
- Cota lyonnetioides Boiss. & Kotschy
- Cota macrantha (Heuff.) Holub
- Cota macroglossa (Sommier & Levier) Lo Presti & Oberpr.
- Cota mazandaranica (Iranshahr) Lo Presti & Oberpr.
- Cota melanoloma (Trautv.) Holub
- Cota monantha (Willd.) Oberpr. & Greuter
- Cota nigellifolia (Boiss.) Alv.Fern. & Vitales
- Cota × ochroleuca (Čelak.f.) Holub
- Cota oretana (Carretero) Oberpr. & Greuter
- Cota oxylepis Boiss.
- Cota palaestina Kotschy
- Cota pestalozzae Boiss.
- Cota rayatensis (Eig) Holub
- Cota saguramica (Sosn.) Lo Presti & Oberpr.
- Cota samuelssonii (Rech.f.) Oberpr. & Greuter
- Cota segetalis (Ten.) Holub
- Cota talyschensis (Fed.) Lo Presti & Oberpr.
- Cota tinctoria (L.) J.Gay
- Cota triumfetti (L.) J.Gay
- Cota wiedemanniana (Fisch. & C.A.Mey.) Holub

### Specie della flora spontanea italiana
Nella flora spontanea italiana sono presenti le seguenti 5 specie:
- Cota altissima (L.) J.Gay - Camomilla brucia-occhi.
- Cota austriaca  (Jacq.) Sch.Bip. - Camomilla austriaca.
- Cota segetalis  (Ten.) Holub - Camomilla balcanica.
- Cota tinctoria  (L.) J.Gay - Camomilla per tintori.
- Cota triumfetti  (L.) J.Gay - Camomilla di Trionfetti.

#### Visione sinottica del genere in Italia
Nella "Flora d'Italia" di Sandro Pignatti le specie italiane di "Cota" sono divise in due gruppi: specie con ciclo biologico annuo e specie con ciclo biologico bienne o perenne.
L’elenco seguente utilizza in parte il sistema delle chiavi analitiche (vengono cioè indicate solamente quelle caratteristiche utili a distingue un taxon dall'altro):
- 1A: i fiori ligulati (quelli raggianti esterni) sono colorati di bianco;

- 2A: i peduncoli dell'infiorescenza, alla maturazione, s'ingrossano;

Cota altissima (L.) J.Gay - Camomilla brucia-occhi: l'altezza massima della pianta è di 2 - 8 dm; il ciclo biologico è annuo; la forma biologica è terofita scaposa (T scap); il tipo corologico è Sud Europeo / Ovest Asiatico; l'habitat tipico sono gli incolti erbosi e le colture di cereali; in Italia è una specie comune e si trova ovunque fino ad una quota di 1.300 m s.l.m..
- 2B: i peduncoli rimangono snelli;

- 3A: il ciclo biologico delle piante è perenne;

Cota triumfetti  (L.) J.Gay - Camomilla di Trionfetti: l'altezza massima della pianta è di 3 - 5 dm; il ciclo biologico è annuo; la forma biologica è emicriptofita scaposa (H scap); il tipo corologico è Sud Europeo; l'habitat tipico sono i pendii aridi; in Italia è una specie comune e si trova ovunque fino ad una quota di 1.200 m s.l.m..
- 3B: il ciclo biologico delle piante è annuo;

Cota austriaca  (Jacq.) Sch.Bip. - Camomilla austriaca: il contorno dei segmenti del primo ordine è oblanceolato e dentato; le pagliette del ricettacolo hanno delle forme obovate e all'apice sono troncate con un lungo mucrone; l'altezza massima della pianta è di 1 - 6 dm; il ciclo biologico è annuo; la forma biologica è terofita scaposa (T scap); il tipo corologico è Sud Est Europeo - Pontico; l'habitat tipico sono i ruderi, gli incolti e lungo le ferrovie; in Italia è una specie rara e si trova nel Nord-Est fino ad una quota di 1.800 m s.l.m..
Cota segetalis  (Ten.) Holub - Camomilla balcanica: i segmenti del primo ordine sono divisi in lacinie; le pagliette del ricettacolo hanno delle forme lanceolate e finiscono nel mucrone; l'altezza massima della pianta è di 1 - 3 dm; il ciclo biologico è annuo; la forma biologica è terofita scaposa (T scap); il tipo corologico è Sud Est Europeo; l'habitat tipico sono gli incolti, ma è anche infestante le colture; in Italia è una specie rara al Nord e comune al Centro/Sud e si trova fino ad una quota di 1.200 m s.l.m..
- 1B: i fiori ligulati (quelli raggianti esterni) sono colorati di giallo; i peduncoli dell'infiorescenza, alla maturazione, s'ingrossano;

Cota tinctoria  (L.) J.Gay - Camomilla per tintori: l'altezza massima della pianta è di 3 - 5 dm; il ciclo biologico è bienne o perenne; la forma biologica è emicriptofita bienne (H bienn), ma anche camefita suffruticosa (Ch suffr); il tipo corologico è Centro Europeo - Pontico; l'habitat tipico sono i pendii aridi marnosi; in Italia è una specie abbastanza comune e si trova fino ad una quota di 1.500 m s.l.m..